# زعتور
زعتور رسوم متحركة مكونة من 15 حلقة  تعد أول إنتاج خليجي لفن الرسوم المتحركة ، من إنتاج مؤسسة الإنتاج البرامجي المشترك عام 1995 من تأليف بزة الباطني.

## القصة
تحكي القصة عن حمار يدعى زعتور يخوض مغامرات بصحبة الحطاب و ابنته مريم كل حلقة تناقش مشكلة.

## أداء الأصوات
- غانم الصالح ( الحطاب )
- فتحية إبراهيم ( مريم )
- محمد دحام الشمري
- نور الهدى صبري
- رشا البلوشي
- خليفة الكواري
- نادر الحساوي
- طارق علوي
- إخراج الحوار : عبد الناصر الزاير
- إخراج : هاشم محمد